# Kromsabel
Een kromsabel of kromzwaard is een zwaard met een gekromde kling waarvan de oorsprong van het ontwerp in West-Azië ligt.
Deze naam kan toegepast worden op bijna elk Arabisch zwaard met een gekromde kling.

## Geschiedenis van kromzwaarden
De kromsabel deed zijn intrede in oorlogvoering in het Midden-Oosten tweeduizend jaar voor de komst van de islam. De beroemde geleerde Zahi Hawass noemde de kromsabel als een van de nieuwe wapentechnologieën die de Egyptenaren geleerd hadden van de Hyksos en die door de heersers van de 18de dynastie (vanaf circa 1550 v.C.) gebruikt werden om hun militaire overwicht in de regio te behouden.
Vele islamitische landen adopteerden kromsabels en dat valt tot vandaag de dag nog te zien in bijvoorbeeld de wapenvlaggen van Saoedi-Arabië en Oost-Timor. Het Engels woord voor kromzwaard is scimitar. In het Frans is het cimeterre.